# Eishockey-Landesliga Bayern 1991/92
Die Eishockey-Landesliga Bayern 1991/92 wurde unter dem Dach des Bayerischen Eissportverbandes (BEV) organisiert und war nach der Bayernliga eine der sechsthöchsten Spielklassen im deutschen Eishockey.

## Saisonverlauf
In der 44. Ausspielung dieser Liga wurde der EV Berchtesgaden Meister und war zugleich als Aufsteiger in die Bayernliga qualifiziert. Die nachfolgenden Platzierungen belegten der ERC Regen und EV Lindau, die ebenfalls Aufstiegsrecht erhielten. Der Nordgruppensieger EV Weiden 1b hat auf den Aufstieg verzichtet und auch an der Meisterrunde nicht teilgenommen, weshalb der EC Oberstdorf als Aufsteiger in die Bayernliga 1992/93 nachrücken konnte. Drei Absteiger und drei Rückzieher haben die Liga verlassen.

### Modus
In der Saison 1991/92 wurde mit 34 Mannschaften in vier Vorrundengruppen eine Einfachrunde gespielt. Nach der Vorrunde qualifizierten sich die Gruppensieger  für die Meisterrunde und hatten das Aufstiegsrecht für die Bayernliga 1992/93. Am Ende der Saison sollten jeweils die Gruppenletzten absteigen. Abgestiegen sind die Gruppenletzten von Nord, Ost und Süd sowie drei weitere Rückzieher.

## Teilnehmer
Nicht mehr dabei waren die Auf- und Absteiger der Vorsaison. Neu hinzukamen die Absteiger aus der Bayernliga und die Bezirksligaaufsteiger.

### Hauptrunde
| Gruppe 1 (Nord) | Gruppe 1 (Nord)         | Gruppe 1 (Nord) | Gruppe 1 (Nord) | Gruppe 1 (Nord) | Gruppe 1 (Nord) |
| Pl.             | Verein                  | Sp              | Tore            | Diff.           | Pkte.           |
| --------------- | ----------------------- | --------------- | --------------- | --------------- | --------------- |
| 1.              | EV Weiden 1b            | 10              | 107:45          | +62             | 16              |
| 2.              | ETC Crimmitschau 1b (N) | 10              | 117:61          | +56             | 16              |
| 3.              | ESV Würzburg            | 10              | 82:72           | +10             | 12              |
| 4.              | ERV Schweinfurt 1b (N)  | 10              | 52:85           | −33             | 7               |
| 5.              | SV Hof                  | 10              | 41:72           | −31             | 6               |
| 6.              | ERC Selb                | 10              | 43:107          | −64             | 3               |
| 7.              | −                       |                 |                 |                 |                 |
| 8.              | −                       |                 |                 |                 |                 |

| Gruppe 3 (Süd) | Gruppe 3 (Süd)         | Gruppe 3 (Süd) | Gruppe 3 (Süd) | Gruppe 3 (Süd) | Gruppe 3 (Süd) |
| Pl.            | Verein                 | Sp             | Tore           | Diff.          | Pkte.          |
| -------------- | ---------------------- | -------------- | -------------- | -------------- | -------------- |
| 1.             | EV Berchtesgaden       | 14             | 172:24         | +148           | 28             |
| 2.             | TSV Schliersee (A)     | 14             | 93:59          | +34            | 19             |
| 3.             | EHC Weilheim (NR)      | 14             | 86:74          | +12            | 17             |
| 4.             | EC Schwaig             | 14             | 75:93          | +13            | 14             |
| 5.             | SC Forst               | 14             | 100:87         | −18            | 14             |
| 6.             | MTV Dießen             | 14             | 68:101         | −33            | 11             |
| 7.             | SC Gaißach             | 14             | 47:85          | −38            | 8              |
| 8.             | EV Fürstenfeldbruck 1b | 14             | 34:152         | −118           | 1              |

| Gruppe 2 (Ost) | Gruppe 2 (Ost)       | Gruppe 2 (Ost) | Gruppe 2 (Ost) | Gruppe 2 (Ost) | Gruppe 2 (Ost) |
| Pl.            | Verein               | Sp             | Tore           | Diff.          | Pkte.          |
| -------------- | -------------------- | -------------- | -------------- | -------------- | -------------- |
| 1.             | ERC Regen            | 18             | 107:87         | +49            | 28             |
| 2.             | EV Regensburg 1b (R) | 18             | 126:56         | +70            | 25             |
| 3.             | EV Bruckberg         | 18             | 110:71         | +39            | 24             |
| 4.             | ESV Gebensbach       | 18             | 111:89         | +22            | 22             |
| 5.             | ESV Waldkirchen (N)  | 18             | 101:87         | +14            | 21             |
| 6.             | SC Ergolding (R)     | 18             | 82:99          | −17            | 15             |
| 7.             | ASV Dachau           | 18             | 78:104         | −26            | 13             |
| 8.             | EV Moosburg 1b (N)   | 18             | 83:120         | −37            | 8              |
| 9.             | EV Aich              | 18             | 87:116         | −29            | 6              |
| 10             | ERC Ingolstadt 1b    | 18             | 67:152         | −85            | 4              |

| Gruppe 4 (West) | Gruppe 4 (West)   | Gruppe 4 (West) | Gruppe 4 (West) | Gruppe 4 (West) | Gruppe 4 (West) |
| Pl.             | Verein            | Sp              | Tore            | Diff.           | Pkte.           |
| --------------- | ----------------- | --------------- | --------------- | --------------- | --------------- |
| 1.              | EV Lindau (N)     | 18              | 127:42          | +85             | 33              |
| 2.              | VfL Denklingen    | 18              | 101:55          | +46             | 25              |
| 3.              | EC Oberstdorf (N) | 18              | 109:61          | +48             | 22              |
| 4.              | TSV Oberbeuren    | 18              | 94:71           | +23             | 21              |
| 5.              | ESV Türkheim      | 18              | 90:107          | −17             | 17              |
| 6.              | TSV Marktoberdorf | 18              | 81:106          | −25             | 16              |
| 7.              | TSV Haunstetten   | 18              | 89:81           | +18             | 15              |
| 8.              | EA Kempten 1b     | 18              | 74:114          | −40             | 12              |
| 9.              | SV Hohenfurch     | 18              | 78:124          | −46             | 11              |
| 10              | RM Kaufbeuren (N) | 18              | 73:155          | −82             | 8               |

- (A) = Absteiger (N) = Neu in der Liga (R) = Rückzug, Gruppensieger / Meisterrunde = fett gedruckt
-  Aufsteiger
-  Absteiger / Rückzieher
-  Bayerischer LL-Meister und Aufsteiger

### Meisterrunde
Aus der Meisterrunde der Gruppenersten ging de EV Berchtesgaden als Sieger hervor.
 Der EV Weiden 1b nahm an der Meisterrunde nicht teil und sein Aufstiegsrecht ging an den EC Oberstdorf.